# 社頭 (大字)
社頭，是臺灣彰化縣社頭鄉的一個傳統地域名稱，位於該鄉中部偏西地帶。相較於今日行政區，其範圍大致包括社頭村、廣興村不含南部凸出部分。

## 歷史
台灣清治末期至日治初期，社頭地區為一街庄，稱為「社頭庄」，隸屬於武東堡。該庄北與枋橋頭庄為鄰，東與舊社庄為鄰，南邊為崙雅庄，西邊為張厝庄。
1901年（日治明治三十四年）11月，全台廢縣廳改設二十廳，該庄隸屬於彰化廳。1903年（明治三十六年）6月，該庄編入「社頭區」，隸屬於彰化廳。1909年（明治四十二年）10月，合併二十廳為十二廳，社頭區改隸屬於臺中廳。1920年（大正九年），該庄改制為「社頭」大字，隸屬於臺中州員林郡社頭庄。
戰後社頭庄改制為社頭鄉，隸屬於臺中縣，大字亦改制為村。1950年10月，中、彰、投分治，社頭鄉改隸屬彰化縣。

## 聚落
本地區發展較早的聚落為社頭、廣興，在日治期初期的官方地圖上已有記載。此外，本地區尚有芋寮、大竹圍等聚落。

## 交通
台鐵縱貫線是台灣西部南北鐵路幹線，大致以縱向轉北北西—南南東走向經過社頭地區西南部，並在南部邊界外緣設有社頭車站。該站屬三等站，停靠少數自強號、莒光號，部分區間快車及全部區間車。由此車站可前往台鐵沿線各站。
縣道141號（中山路三段～一段）是員林至林內的道路，大致以北北東—南南西走向轉北北西—南南東走向再轉北北東—南南西走向再轉北北西—南南東走向經過本地區中部偏西地帶。由該道路向北北東轉北北西可前往員林並止於省道台1線路口，向南南東可前往田中、二水、林內並止於省道台3線路口。
鄉道彰81線（中興路）是浮圳至社頭的道路，整條路線大致呈小幅傾斜的L形，其東南側端點位於本地區中部舊縣道141號（員集路二段）路口。由此向西經縣道141號路口後轉西微南，經鐵路平交道後轉西微北出境後，可經張厝轉北前往張厝與小紅毛社交界地帶、湳港舊與陳厝厝交界地帶、陳厝厝西部偏北的浮圳聚落、陳厝厝與五汴頭交界地帶並止於鄉道彰144線路口。
鄉道彰154線（社斗路一段、廣興巷、建國路、中山路一段、中山路一段佩登斯公司北側巷道、員集路二段247巷、清水岩路）是海豐至朝興的道路，大致以西南—東北走向到達本地區西南角，轉東微北再轉東沿本地區南部邊界而行，順路繞大彎轉北再轉東經鐵路平交道後至廣興巷路口，轉北北西至建國路路口，轉東微北至縣道141線（中山路一段）路口，轉北與其共線一小段至佩登斯公司北側巷道路口，轉東後順路轉南至員集路二段247巷路口，轉東微北經員集路二段路口後接清水岩路續行，其後轉東於本地區東南角出境。由該道路向西南可前往崙雅與張厝交界地帶、張厝與大紅毛社交界地帶、小紅毛社、鎮平南部、曾厝崙、饒平厝、饒平厝與田尾交界地帶、田尾與溪子頂交界地帶、田尾、溪子頂並止於鄉道彰152線路口，向東可前往舊社、石頭坑南部偏西並止於縣道137號路口。

## 學校
- 社頭國中
- 社頭國小